# جيف هنتر (سياسي)
جيف هنتر (بالإنجليزية: Jeff Hunter)‏ هو سياسي أسترالي، ولد في 9 ديسمبر 1959 في نيوساوث ويلز في أستراليا. حزبياً، نشط في حزب العمال الأسترالي. وقد انتخب عضو الجمعية التشريعية نيو ساوث ويلز.